# Vårt hems vita bibliotek
Vårt hems vita bibliotek, skönlitterär bokserie utgiven av Vårt hems förlag 1928. Serien bestod av 15 vita klotband med gulddekoration.
| Volym | Titel                                    | Författare            | Utgivningsår |
| ----- | ---------------------------------------- | --------------------- | ------------ |
| 1     | Gösta Berlings saga, vol 1               | Selma Lagerlöf        | 1928         |
| 2     | Gösta Berlings saga, vol 2               | Selma Lagerlöf        | 1928         |
| 3     | Jerusalem, vol 1                         | Selma Lagerlöf        | 1928         |
| 4     | Jerusalem, vol 2                         | Selma Lagerlöf        | 1928         |
| 5     | Boken om Lille-Bror                      | Gustaf af Geijerstam  | 1928         |
| 6     | Karolinerna, vol 1                       | Verner von Heidenstam | 1928         |
| 7     | Karolinerna, vol 2                       | Verner von Heidenstam | 1928         |
| 8     | Genom mina guldbågade glasögon           | Albert Engström       | 1928         |
| 9     | Mitt liv och leverne                     | Albert Engström       | 1928         |
| 10    | Samlade dikter I                         | Gustaf Fröding        | 1928         |
| 11    | Samlade dikter II                        | Gustaf Fröding        | 1928         |
| 12    | Livets fiender och magistrarne i Österås | Oscar Levertin        | 1928         |
| 13    | Hemsöborna                               | August Strindberg     | 1928         |
| 14    | Skärkarlsliv och Röda rummet             | August Strindberg     | 1928         |
| 15    | Ljungars Saga                            | Zacharias Topelius    | 1928         |